# 1. Fußballclub Union Berlin
L'1. Fußballclub Union Berlin e.V., meglio noto come Union Berlin e in italiano come Union Berlino, è una società calcistica tedesca con sede a Berlino, nel quartiere di Köpenick. Milita in Bundesliga, la massima divisione del campionato tedesco di calcio.
Il club ha origine nel 1906, con la fondazione della società Fussballclub Olympia Oberschönweide; dopo essere incorso in varie fusioni, scissioni, ridenominazioni e rifondazioni, nel 1966 ha acquisito la corrente ragione sociale.
Dal secondo dopoguerra al 1991 il club ha militato nel campionato di calcio della Germania Est, raggiungendo come massimo successo una vittoria nella coppa nazionale. A quel tempo l'Union assunse il ruolo di "squadra della dissidenza", contrapponendosi fortemente alla concittadina Dinamo Berlino, legata a doppio filo all'establishment politico-militare della DDR. A seguito della riunificazione tedesca, per contro, il club è stato associato all'Ostalgie. Nell'epoca successiva alla riunificazione ha ottenuto quali migliori risultati una finale di Coppa di Germania, una partecipazione alla UEFA Champions League, due partecipazioni alla Coppa UEFA/Europa League e una partecipazione alla Conference League.
Più in generale l'Union Berlino vanta un profilo storico-ideale di stampo anticonformista, che si è tradotto in uno status di "società di culto", corroborato dallo strettissimo legame intrattenuto con la propria tifoseria.

## Storia

### Dalla fondazione alla seconda guerra mondiale

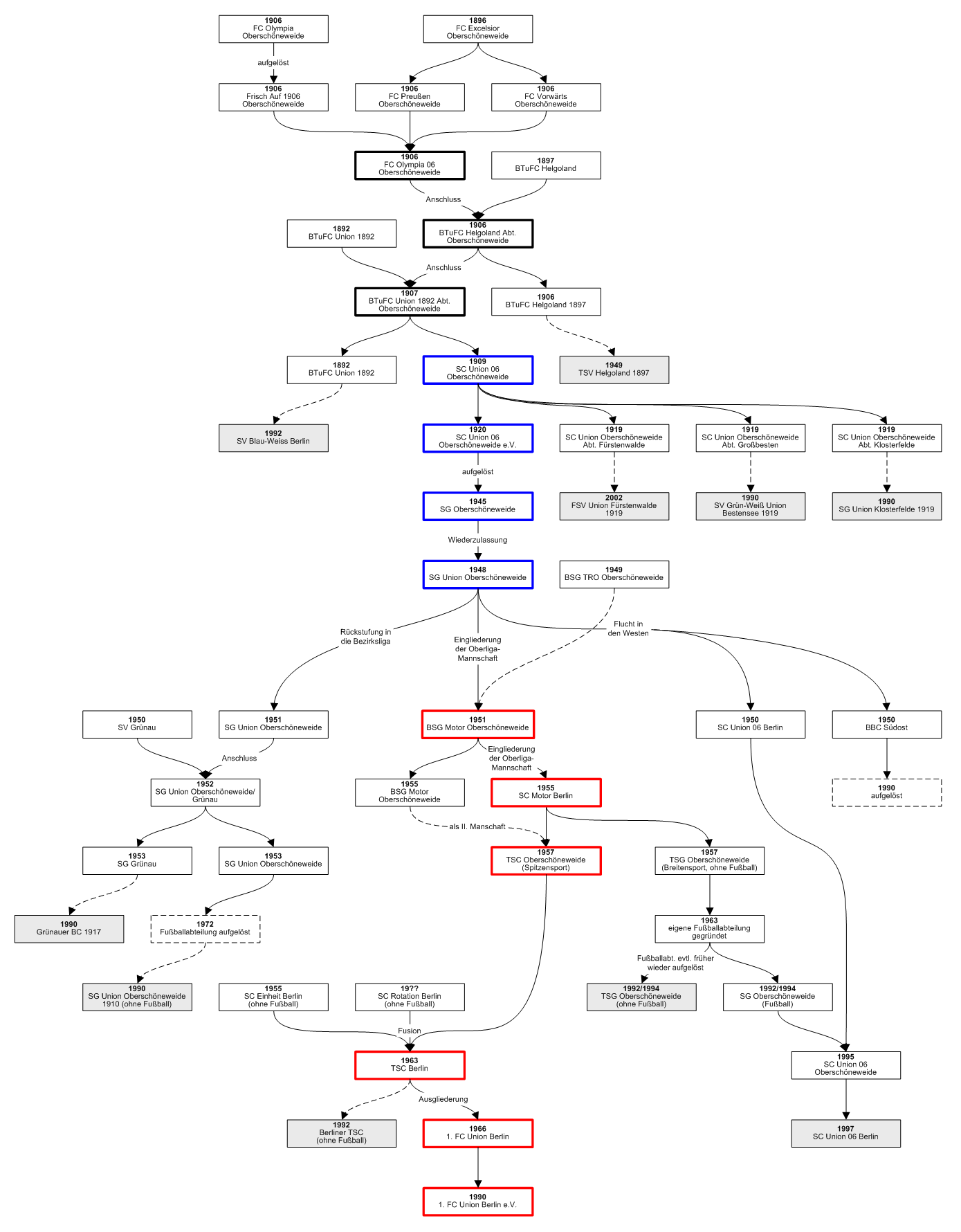
"Albero genealogico" dell'Union Berlino e delle società antesignane.

La storia sociale inizia il 17 giugno 1906 con la fondazione, nell'omonimo sobborgo alle porte di Berlino, del Fussballclub Olympia 06 Oberschönweide, che fuse in sé tre società preesistenti (il Frisch Auf, il Preußen e il Vorwärts) tutte basate nel medesimo quartiere.
L'età media degli aderenti era piuttosto bassa, sicché a stretto giro l'Olympia si affiliò alle giovanili del concittadino Berliner TuFC Helgoland 1897, che però cessò le attività di lì a poco. La squadra passò quindi a essere una sotto-formazione del Berliner TuFC Union 92, società vincitrice del titolo nazionale 1904-1905: nel 1907-1908 vinse l'ultimo livello dei campionati organizzati dal Verband Berliner Ballspielvereine (VBB, lega calcistica della città di Berlino e del Brandeburgo).
L'affiliazione con l'Union 92 terminò già nel 1909 e a quel punto la squadra decise di proseguire le attività in autonomia: in segno di ringraziamento nei confronti della "società madre", essa scelse di rinominarsi Union Oberschöneweide (poi Sportclub Union Oberschöneweide, talora abbreviato in Union-Ob) e di continuare a giocare in maglia bianco-blu.
L'Union Oberschöneweide nei cinque anni seguenti inanellò tre promozioni e nel 1914 arrivò a militare in Verbandsliga (prima serie del VBB, che nel mentre si era fusa con altre leghe calcio locali e aveva mutato nome in Verband Brandenburgischer Ballspielvereine). Nel 1917 la squadra fu seconda in tale campionato, ma dovette fare i conti con i rovesci della prima guerra mondiale: circa il 60% degli affiliati venne chiamato alle armi (tra i quali si calcola che i 4/5 caddero in combattimento o in prigionia) e le attività sportive dovettero essere fortemente limitate.
Sede degli allenamenti e delle partite fu, fino al 1920, un campo sportivo sito in Wattstraße; successivamente la squadra trovò definitivamente la propria sistemazione a Köpenick, nella zona sportiva detta Sadowa-Platz, al limitare della foresta di Wuhlheide. La prima partita giocata in tale sede fu un'amichevole contro il Norimberga, giocata il 7 agosto di quell'anno.
A guerra finita, nel 1920 l'Union vinse per la prima volta il campionato brandeburghese, potendo così debuttare nella fase finale del campionato nazionale, ove venne poi sconfitta ed eliminata ai quarti di finale dallo Sportfreunde Breslau col risultato di 2-3. Tre anni dopo il risultato venne migliorato con la conquista della finale per il titolo, che vide però imporsi l'HSV per 0-3.
Il rendimento della squadra andò però calando negli anni seguenti: nel 1925 i biancoblù si piazzarono al secondo posto nel campionato brandeburghese e nel 1926 persero la finale della coppa cittadina (alla quale però non concorrevano club più strutturati quali l'Hertha o il Tennis Borussia Berlin) contro il Viktoria. La defezione di giocatori talentuosi quali Otto Martwig e Karl Schulz contribuì alla crisi dei risultati, con la squadra che si riposizionò a metà classifica. In questo periodo andò altresì diffondendosi tra i supporter del club il soprannome Eisern Union ("unione di ferro"), che già in precedenza erano soliti chiamare i giocatori (perlopiù figli di famiglie operaie) Schlosserjungs, ossia "ragazzi fabbri".
L'avvento del regime nazista, dal 1933, coincise con una decisa riforma del calcio tedesco: le precedenti 30 leghe regionali vennero ridotte a 16 Gauligen da circa 160 squadre ciascuna. L'Union venne inserita in Gauliga Berlin-Brandenburg e qui continuò il suo declino: al termine della stagione 1934-1935 retrocedette, per poi risalire subito in prima lega l'anno seguente, ma senza mai ottenere prestazioni di rilievo. Solo dopo lo scoppio della seconda guerra mondiale (che complicò le attività di molti club, falcidiandone le rose a seguito delle coscrizioni), nel 1940 l'Union vinse il campionato distrettuale e si qualificò alla fase finale del nazionale, scegliendo però di ritirarsi prima di disputare il secondo turno contro il Rapid Vienna. Nel 1942 sopraggiunse una nuova retrocessione, dopodiché la risalita del 1944 fu di poco valore, poiché la rovina della Germania nelle fasi finali del conflitto segnò la definitiva battuta d'arresto per le attività calcistiche.

### La divisione dopo la guerra
Al termine della seconda guerra mondiale le autorità alleate smantellarono tutte le associazioni dell'ex Germania nazista, comprese quelle sportive, ritenendole pressoché tutte compromesse con l'abbattuto regime. In tutti i settori della Berlino occupata venne altresì vietata fino al 1948 la creazione autonoma di nuovi club sportivi, che venne riservata alle autorità municipali. Le nuove Sportgemeinschaften (SG, ossia "associazioni sportive") che nacquero in quel tempo sotto l'egida comunale dovettero inoltre usare nuove denominazioni: fu così che l'Hertha BSC rinacque come SG Gesundbrunnen (e tale rimase fino al 1949), il Tennis Borussia divenne SG Charlottenburg e l'Union invece ebbe nuova vita dalla fine del 1945 come SG Oberschöneweide (siglato SGO). Fino all'anno seguente inoltre poterono giocarvi solo soggetti residenti nella capitale.
Dopo aver mancato all'esordio la qualificazione in Berliner Stadtliga (prima divisione cittadina), l'Oberschöneweide ottenne il risultato nel 1946-1947, vincendo altresì la coppa cittadina (ove riuscì a sconfiggere diverse squadre di categoria superiore). Nella stagione 1947-1948 l'SGO difese il titolo in coppa e vinse la Stadtliga, qualificandosi così alle finali nazionali, ove però venne eliminata ai quarti dal St. Pauli, che vinse per 0-7 la partita giocata dinnanzi ai 70.000 spettatori dello stadio olimpico di Berlino.
Nel 1948 venne meno il divieto di utilizzo delle vecchie ragioni sociali e la società cambiò denominazione in SG Union 06 Oberschöneweide, col benestare delle autorità sovietiche (che ancora occupavano la parte orientale di Berlino): il nome infatti venne giudicato non connotato in "senso borghese". Nel mentre alcuni giocatori iniziarono ad abbandonare il club per trasferirsi nei settori occidentali della capitale, ove le possibilità di guadagno erano superiori.
La crisi divampò allorché nel 1949 il Deutsche Sportausschuß (comitato d'indirizzo delle attività sportive nella parte di Germania sotto occupazione sovietica) non accettò la riforma dei contratti dei calciatori in senso professionistico voluta dalla lega calcistica berlinese e ritirò dai campionati le squadre di Berlino Est. Gran parte dei giocatori dell'Union Oberschöneweide allora si trasferì a Moabit, nel settore di occupazione britannico, ed elesse a proprio campo interno il Poststadion: la squadra, allenata da Johannes Sobek, si piazzò seconda nella Stadtliga 1949-1950, ma venne esclusa d'ufficio dalle finali nazionali (ove avrebbe dovuto incontrare l'Amburgo). Di riflesso quasi tutta la squadra (di cui Paul Salisch e Heinz Rogge erano gli elementi più talentuosi) si stabilì definitivamente a Berlino Ovest e il 9 giugno 1950 costituì un club autonomo denominato SC Union 06 Berlin, vestito dei colori biancoblù, che da allora ebbe vita propria rispetto alla società dell'est e arrivò anche a disputare, con discreti risultati, alcune stagioni di Oberliga (all'epoca massima serie calcistica della Germania federale).

### In Germania Est: dalle continue rifondazioni ai maggiori successi
Quel che rimaneva dell'Union Oberschöneweide a Berlino Est, indebolita dalla "scissione forzata", venne ammessa nel 1950 in DDR-Oberliga, prima divisione del sistema calcistico della Repubblica Democratica Tedesca: il campionato d'esordio venne concluso al 15º posto, non sufficiente per mantenere la categoria.
Intervenne a quel punto il Deutscher Sportausschuß, che ritenendo opportuno mantenere due club berlinesi in massima serie, decise di salvare dalla retrocessione sia l'Union che il VfB Pankow, imponendo però che esse si associassero ai club sportivi dopolavoristici (Betriebssportgemeinschaften, abbreviato BSG) legati alle maggiori imprese della città. L'Union venne pertanto incorporata nel BSG della VEB Transformatorenwerk Karl Liebknecht, cambiando inoltre denominazione in BSG Motor Oberschöneweide: in questa occasione vennero altresì abbandonati gli storici colori sociali biancoblù, cui subentrò un nuovo schema cromatico biancorosso. Alcuni personaggi legati alla squadra provarono allora a proseguire autonomamente l'attività con la vecchia denominazione, ma la loro squadra non riuscì mai ad emergere dalle divisioni inferiori e infine cessò di esistere nel 1972.
Il Motor Oberschöneweide resistette in DDR-Oberliga fino alla stagione 1952-1953, chiusa al 15º posto con susseguente retrocessione in DDR-Liga. Un'ulteriore retrocessione in Zweite DDR-Liga (terza serie) sopraggiunse al termine dell'annata 1954-1955.

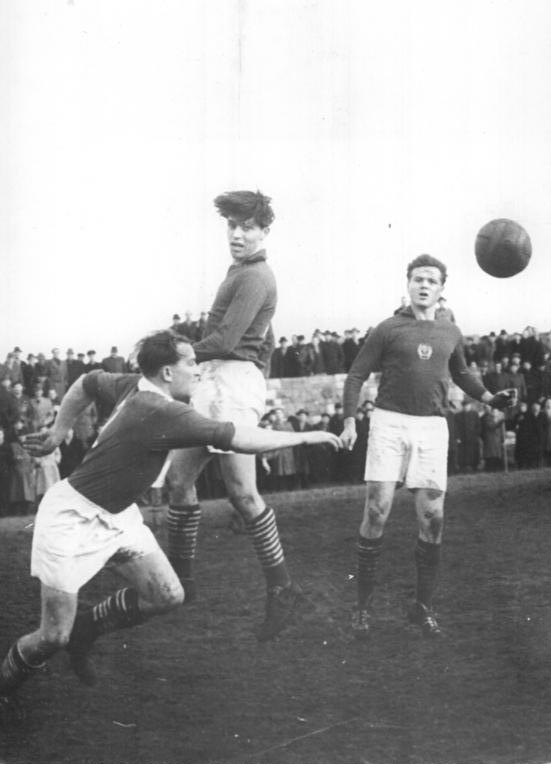
Un momento di una partita tra Motor Berlin e Chemie Grünau-Schmöckwitz (1957)

Nel mentre la squadra si era distaccata dalla Karl Liebknecht ed era divenuta la sezione calcistica della polisportiva Sportclub Motor Berlin, che nel 1957 incorporò varie altre società sportive cittadine divenendo TSC Oberschöneweide. Questa ragione sociale durò fino al 1963, quando a seguito di un'ulteriore fusione con lo Sportclub Rotation Berlin e lo Sportclub Einheit Berlin ebbe origine il Turn- und Sportclub Berlin (in breve TSC Berlin). In questa circostanza nella simbologia del club apparve per la prima volta l'orso, animale-simbolo della capitale tedesca.
Dietro a questi frequenti cambi di denominazione e riassetti societari si celava la regia politica che sovrintendeva allo sport in Germania Est: a titolo d'esempio, la creazione del TSC Berlin fu voluta espressamente dalla segreteria distrettuale della SED (il partito egemone del regime tedesco-orientale) al fine di disporre di una società sportiva di matrice civile da contrapporre con efficacia ai club controllati dalle forze militari (ossia la Dynamo, espressione della Volkspolizei, e il Vorwärts, controllato dall'esercito).
Questa volubilità ebbe però il risultato di annacquare l'identità del club, che perse così il suo appeal nei confronti dei tifosi, che fino alla costruzione del muro di Berlino, iniziata nel 1961, preferirono di gran lunga seguire le partite della già citata SC Union 06 Berlin, creata dagli "scissionisti" a Berlino Ovest, piuttosto che quelle del TSC. In aggiunta l'emorragia di giocatori talentuosi proseguì anche dopo l'istituzione della Germania Est (nomi come Günther Wirth, Horst Assmy e Lothar Meyer passarono infatti al Vorwärts o alla Dynamo), sicché fino al 1962 la squadra rimase confinata in terza serie.
Ritornato in DDR-Liga, il TSC Berlin si propose come squadra di vertice, ma ancora per diverso tempo non riuscì a rientrare in Oberliga. Di questo periodo resta particolarmente nota la vittoria per 15-1 ottenuta contro il SC Frankfurt all'ultima giornata del campionato 1963-1964, chiuso al secondo posto alle spalle del SC Neubrandenburg.
Nella stagione 1965-1966 il TSC riuscì infine a primeggiare in DDR-Liga, con sei punti di vantaggio sulle altre squadre, e a riguadagnare un posto in Oberliga. Nel mentre erano però intervenute delle novità: nel quadro di un progetto di potenziamento del calcio tedesco-orientale, le autorità preposte allo sport avevano stabilito che per ogni distretto della Repubblica Democratica Tedesca dovesse esistere un solo club d'alto livello, cui avrebbe fatto riferimento un certo numero di Leistungszentren (centri d'allenamento) incaricati di formare nuovi giocatori. La capitale fece eccezione, poiché sia la Stasi che l'esercito pretesero che i rispettivi club (la Dynamo e il Vorwärts) mantenessero uno status di prima fascia: a quel punto Herbert Warnke, presidente della Freie Deutsche Gewerkschaftsbund (la federazione sindacale nazionale) chiese che, per parità di trattamento, si accordasse il privilegio anche a un club civile, destinato "ai lavoratori". In virtù di ciò, il 20 gennaio 1966 il club di Kopenick venne scisso dalla polisportiva TSC e rifondato con la nuova denominazione 1. Fussballclub Union Berlin, in italiano "Union Berlino".
La stagione d'esordio dell'Union Berlino fu inaspettatamente di buon livello, con la squadra capace di piazzarsi al sesto posto, davanti peraltro ad entrambi i club concittadini (coi quali andò sviluppandosi una sentita rivalità): in tal modo arrivò la qualificazione all'Intertoto, che l'anno seguente permise agli Eisernen di giocare i suoi primi match internazionali, attraendo una quantità sempre maggiore di pubblico a presenziare alle gare interne sul campo di Kopenick.

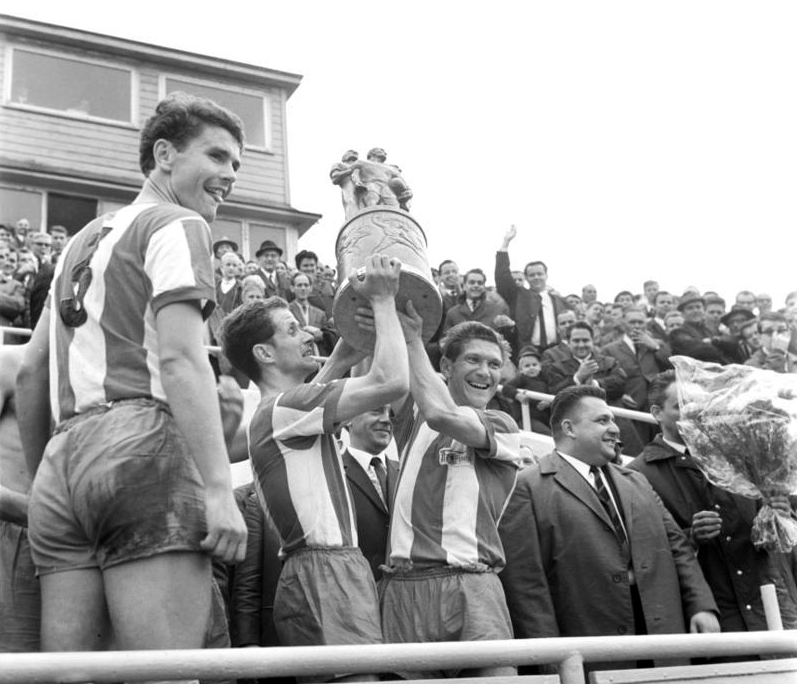
9 giugno 1968: i giocatori dell'Union festeggiano la vittoria nella coppa nazionale della DDR.

L'anno seguente l'Union colse il maggior successo della sua storia, aggiudicandosi la FDGB Pokal nella finalissima contro il Carl Zeiss Jena (all'epoca campione in carica della DDR), che venne sconfitto per 2-1. In teoria ciò le avrebbe dato diritto a concorrere alla Coppa delle Coppe; tuttavia a seguito degli eventi della primavera di Praga la UEFA decise di evitare il più possibile gli scontri diretti tra squadre dell'Europa occidentale e quelle provenienti dall'est. Per tutta risposta la federcalcio della DDR (unitamente alle omologhe di Unione Sovietica, Polonia, Bulgaria e Ungheria) deliberarono il ritiro delle loro squadre dalle competizioni continentali (fatta salva la sola Coppa delle Fiere).
Il 1968-1969 fu inoltre una stagione difficile per l'Union, che chiuse il campionato in ultima posizione e retrocedette: l'anno successivo primeggiò nel girone nord di DDR-Liga e ottenne l'immediata risalita in Oberliga. Infine nel campionato di prima divisione 1970-1971 gli Eisernen si piazzarono quinti, in quello che rimase il loro miglior piazzamento di sempre.
Va inoltre segnalato che tra il 1969 e il 1971 l'Union Berlino gestì anche una squadra femminile.

### Dagli anni 1970 al crollo della DDR: alterne fortune
Nel 1971 il Vorwärts venne trasferito a Francoforte sull'Oder: l'Union e la Dynamo rimasero pertanto le uniche due squadre a contendersi la scena calcistica di Berlino Est. La circostanza coincise con una nuova ridistribuzione dei centri d'allenamento territoriali, decisa dopo che nel lustro precedente la sistemazione prefissata non aveva dato i risultati sperati in termini di miglioramento della pratica pedatoria nella DDR. Per quanto concerne la capitale, se prima i tre club avevano ricevuto un numero praticamente uguale di centri da gestire, stavolta la ripartizione fu estremamente sfavorevole per l'Union, alla quale vennero intestati soli sei centri contro i trentotto della Dynamo.
Anche a seguito di una tale amputazione del "bacino di giocatori", l'Union perse competitività e nel 1973 retrocedette in seconda divisione. A seguito di tale rovescio il suo giocatore più rappresentativo e amato, Reinhard Lauck, si trasferì alla Dynamo: ciò cooperò a creare un clima di crescente acrimonia e rivalità verso il club concittadino, pesantemente favorito dalla propria contiguità alla Stasi (e dunque al governo).

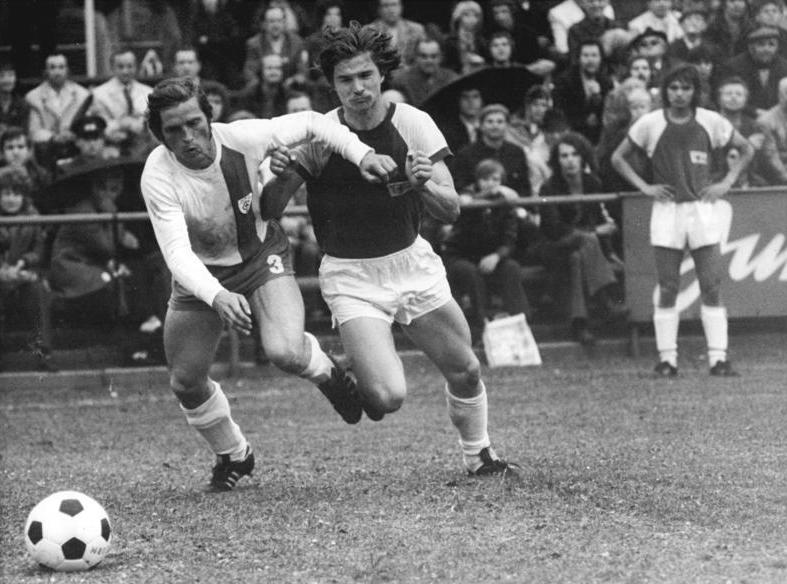
Partita di spareggio tra Union e Chemie Halle per la promozione in Oberliga (1974).

Nel mentre la DDR-Liga era stata ristrutturata in cinque gironi, i cui club vincitori andavano poi a sfidarsi in un ulteriore girone, dal quale venivano poi promossi in Oberliga i primi due. Tale meccanismo vanificò per due anni di fila le vittorie ottenute dall'Union nel proprio raggruppamento, cui fecero seguito un quarto e un quinto posto nell'Aufstiegsrunde. La promozione in massima serie venne riottenuta nel campionato 1975-1976, grazie alla terza vittoria consecutiva nel girone di competenza e al successivo secondo posto nel gruppo di spareggio.
Grazie all'arrivo del tecnico Heinz Werner, gli Eisernen riuscirono a ri-stabilizzarsi in Oberliga: alla prima giornata del campionato 1976-1977 inflissero una sorprendente sconfitta per 1-0 alla Dynamo, bissando il risultato all'inizio del girone di ritorno (le partite si giocarono allo Stadion der Weltjugend davanti a circa 45.000 spettatori). Questi risultati, ottenuti contro quella che era considerata la "squadra del regime", rafforzarono la popolarità del club, che negli anni successivi registrò una media di 17.308 spettatori alle proprie gare interne (seconda solo a quella della Dynamo Dresda). In assenza di risultati particolarmente eclatanti (l'Union tendeva comunque a stazionare nella media-bassa classifica), tifare per l'Union divenne de facto un gesto di dissidenza, un modo per esprimere la propria contrarietà al regime della Repubblica Democratica Tedesca, il quale non mancò di riservare uno stringente controllo agli Unioner.
Il ciclo positivo si concluse nel 1979-1980 con la retrocessione in DDR-Liga; l'Union non fu inoltre più capace di ripetere le performance di un tempo contro la Dynamo, che in quegli anni vinse più volte le stracittadine con punteggi come 0-6 o 0-5, fino ad arrivare (in una partita valida per la FDGB Pokal) al punteggio di 1-8.
Rientrata in Oberliga nel 1982, l'Union registrò l'addio del tecnico Heinz Werner, che venne sostituito da Harry Nippert, ex allenatore della Dynamo: ciò, unito all'arrivo di Norbert Woick (a sua volta ex collaboratore dei rivali) nel direttivo del club, causò malumori e proteste tra la tifoseria, che oltre a non digerire la partenza dell'amato Werner, considerò l'arrivo di costoro come un tentativo di "manipolare" l'Union da parte del regime tedesco-orientale. Entrambi rimasero però un solo anno a Kopenick, guidando l'Union a una difficoltosa salvezza (la squadra non ottenne alcun punto in trasferta) nel campionato 1982-1983.
La retrocessione si concretizzò nuovamente nell'annata 1983-1984: l'Union concluse il campionato all'ultimo posto utile per la zona salvezza, ma a pari punti era giunto il Chemie Lipsia, sicché la retrocessione venne stabilita mediante un play-out. Il doppio confronto (pareggio per 1-1 a Berlino e sconfitta per 2-1 a Lipsia) premiò gli avversari, che mantennero l'Oberliga a danno degli Eisernen.

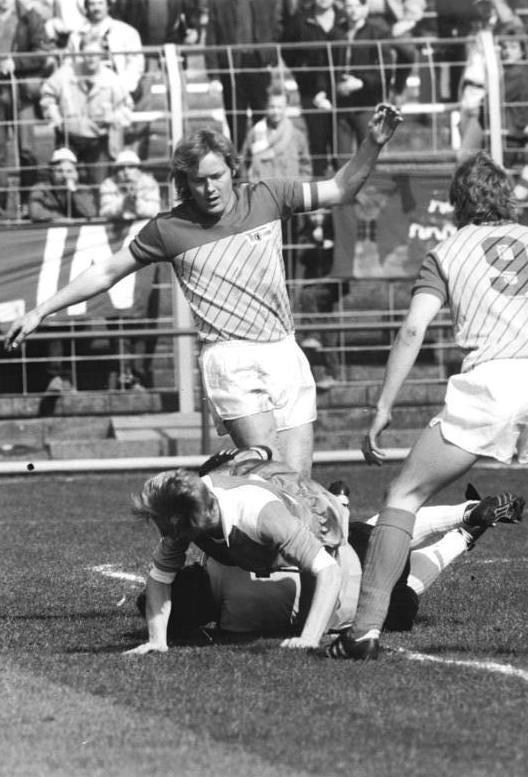
L'attaccante Ralf Sträßer, capocannoniere della DDR-Oberliga 1985-1986 con l'Union Berlino.

Vinta la seconda divisione nel 1984-1985, nell'annata 1985-1986 l'Union disputò una delle sue migliori stagioni: fino alla terzultima giornata di campionato fu infatti in corsa per la qualificazione alla Coppa UEFA e infine si piazzò settima; l'attaccante Ralf Sträßer fu inoltre capocannoniere del torneo con 14 goal. Inoltre gli Eisernen riuscirono a raggiungere la finale di FDGB Pokal, sconfiggendo nelle eliminatorie diverse squadre più quotate, quali Magdeburgo e Dynamo Dresda. La partita decisiva vide però imporsi la Lokomotive Lipsia per 1-5.
In virtù del raggiungimento della finale l'Union poté però comunque tornare nelle competizioni europee e vincere il proprio raggruppamento nella Coppa Intertoto 1986, contro Bayer Uerdingen 05, Losanna e Standard Liegi.
La stagione 1986-1987 vide l'Union piazzarsi all'11º posto e conseguire una salvezza relativamente tranquilla; la retrocessione giunse nuovamente nella stagione 1988-1989, dopodiché il crollo del muro di Berlino segnò la fine della Repubblica Democratica Tedesca e quindi anche del suo sistema calcistico, che venne integrato in quello della Germania federale.

### Nella Germania riunita: i difficili anni del semiprofessionismo
L'Union celebrò la riunificazione tedesca disputando una partita amichevole contro l'Hertha Berlino, dinnanzi a 51.270 spettatori convenuti all'Olympiastadion. Nel mentre però non riuscì a riottenere la promozione nella massima serie tedesca-orientale, terminando al secondo posto il campionato 1989-1990 di DDR-Liga.
L'insuccesso ebbe esiti nefasti allorché si procedette all'unificazione dei due sistemi calcistici orientale e occidentale: preso atto del fatto che la stragrande maggioranza dei club della ex DDR non aveva la solidità necessaria per reggere il calcio professionistico dell'ovest, la federcalcio tedesca deliberò di concedere soli otto posti alle squadre dell'est nelle prime due divisioni (due in Bundesliga e sei in 2. Bundesliga). Per determinare chi avrebbe avuto diritto a tali "ticket", venne creato un doppio turno di qualificazione misto tra squadre di DDR-Oberliga e di DDR-Liga, detto NOFV-Liga: l'Union vinse il primo girone, ma non riuscì a fare lo stesso nel secondo, venendo pertanto assegnata alla NOFV-Oberliga (terza serie, a carattere semiprofessionistico). Dinnanzi a tale rovescio, molti giocatori, allettati dalle migliori possibilità di guadagno offerte dai club occidentali, lasciarono l'Union e anche la tifoseria ne risultò fortemente ridimensionata.
Nel campionato 1991-1992 l'Union vinse il suo girone (Nordost-Mitte) di Oberliga, ma fu solo quarta nel girone di spareggio, mancando così la promozione. L'anno successivo la panchina venne affidata a Frank Pagelsdorf, che riuscì invece a vincere anche il girone di spareggio: all'ultima partita contro il Bischofswerda assistettero 15.000 spettatori festanti, convinti di aver raggiunto la seconda serie. La federcalcio però negò agli Eisernen la licenza, adducendo a motivo la presentazione da parte del club di una fideiussione bancaria fasulla.
Un rovescio analogo accadde nell'annata 1993-1994, che vide l'Union vincere il campionato per poi vedersi escludere dalla seconda serie: in questo caso le autorità calcistiche negarono la licenza a causa della notevole massa debitoria contratta dall'Union, che era stimata in 2,56 milioni di euro. La squadra riuscì però a riportare a casa un trofeo, vincendo (dopo 46 anni) la coppa regionale di Berlino.
Le difficoltà economiche, dovute soprattutto alle spese sostenute per contrattualizzare alcuni giocatori e tecnici di alto profilo, si riverberarono parzialmente anche nei risultati dell'Union, che pur restando costantemente nell'alta classifica del loro girone di terza serie (che nel 1994-1995 venne ribattezzata Regionalliga) non fu in grado di lottare per la promozione, oltre a vedersi nuovamente negata la licenza per i campionati professionistici. La dirigenza corse ai ripari cedendo i suoi giocatori più talentuosi: fu così che tra il 1996 e il 1997 Martin Pieckenhagen passò al Tennis Borussia, mentre Marko Rehmer e Sergej Barbarez andarono all'Hansa Rostock, imitati dall'allenatore Pagelsdorf (e ottenendo di lì a poco la promozione in Bundesliga col club anseatico). Sintomatico del caos societario fu quanto accadde nella stagione 1995-1996: la squadra, affidata al tecnico Hans Meyer, dopo dieci giornate era seconda in classifica, con otto vittorie e due pareggi; tuttavia gli screzi con la dirigenza costarono la panchina sia a Meyer che al suo successore, per un totale di tre cambi d'allenatore. Di riflesso l'Union, pur tenendo il secondo posto, non poté nuovamente lottare per la promozione.
Nel febbraio 1997 la crisi finanziaria era giunta a un tal punto che i giornali annunciarono l'imminente fallimento del club: in risposta circa 3000 tifosi Eisernen mossero in corteo presso la porta di Brandeburgo per sollecitare l'intervento di nuovi investitori. La bancarotta venne infine scongiurata grazie alla stipula di un contratto di sponsorizzazione con la Nike. Dal punto di vista sportivo la squadra chiuse al quinto posto il proprio girone di Regionalliga, riuscendo perlomeno ad accedere alla finale di Coppa di Berlino (poi persa contro il Füchse Berlin Reinickendorf).
La situazione rimase comunque critica: la squadra (che nel frattempo, a seguito di una riforma dei campionati, era passata in Regionalliga), pur continuando a occupare posizioni di vertice, registrò continue defezioni da parte di giocatori e tecnici, sfiduciati dai pagamenti ridotti e irregolari e dall'apparente assenza di prospettiva dell'Union. I tifosi a quel punto lanciarono raccolte fondi in favore del club (l'iniziativa prese il nome di Fünf Mark für Union, ossia "cinque marchi per l'Union") e saltarono alcune trasferte per destinare il costo dei biglietti al salvataggio della società. Un intervento risolutivo si ebbe solo nel gennaio 1998, allorché il club venne finalmente ricapitalizzato dall'imprenditore Michael Kölmel mediante la sua società Kinowelt.
Sempre nel 1998 la nota cantante tedesca Nina Hagen scrisse il nuovo inno sociale.

### Alti e bassi tra secondo e terzo millennio
Finalmente libera da preoccupazioni economico-amministrative, l'Union disputò una stagione 1998-1999 senza particolari acuti, chiudendo al sesto posto.
La competitività fu ritrovata già l'anno dopo sotto la guida dell'allenatore bulgaro Georgi Vasilev, presto soprannominato dalla tifoseria Der General: l'Union vinse il proprio girone, ma mancò nuovamente la promozione in seconda serie perdendo gli spareggi contro Osnabrück e Ahlen.
Fu però l'ultimo rovescio sfortunato: nella stagione 2000-2001 l'Union vinse la Regionalliga Nord e (grazie al nuovo regolamento che non prevedeva più gli spareggi) salì in 2. Bundesliga. Il risultato più clamoroso fu tuttavia costituito dal raggiungimento della finale di Coppa di Germania: dopo aver superato nei turni eliminatori diverse squadre di categoria superiore, l'Union infine perse 2-0 lo scontro decisivo contro lo Schalke 04, ma in tal modo conquistò una clamorosa qualificazione alla Coppa UEFA, cui mai una squadra tedesca era arrivata militando in un campionato di così basso livello.
La stagione 2001-2002 vide una Union mediamente competitiva piazzarsi al sesto posto in campionato (riuscendo anche a sconfiggere la capolista Magonza), mentre in Coppa UEFA eliminarono al primo turno i finlandesi dell'Haka Valkeakoski, per poi uscire al secondo turno contro i bulgari del Liteks Loveč.
L'anno seguente gli Eisernen si separarono dal tecnico Vasilev (con grande disappunto da parte della tifoseria) a seguito della sconfitta per 0-7 occorsa il 7 ottobre 2002 contro il Colonia; gli subentrò Miroslav Votava, che li guidò al nono posto in seconda serie.
La stagione 2003-2004 si rivelò nuovamente difficoltosa, con l'Union ridotta nelle retrovie: l'esonero di Votava (sostituito da Aleksandar Ristić) non salvò i biancorossi dal diciassettesimo posto, con conseguente retrocessione in Regionalliga. Non meno sfortunata fu la stagione 2004-2005, nel corso della quale l'Union cambiò ben quattro allenatori, senza però riuscire a scampare un ulteriore declassamento in Oberliga Nordost-Nord. Alla penuria di risultati si sommò il riacuirsi della crisi finanziaria, che nel 2005 fece nuovamente precipitare la società a un passo dal fallimento, sventato solo a seguito di una sottoscrizione popolare che raccolse 1,46 milioni di euro: particolarmente eclatante in tal senso fu l'iniziativa della tifoseria organizzata, i cui aderenti si recarono in massa negli ospedali a donare il sangue, destinando poi il rimborso (tale atto in Germania prevede infatti un compenso per il donatore) alle casse societarie.

### La crescita fino alla qualificazione UEFA
Nel 2005-2006 la squadra ritrovò una certa stabilità finanziaria e vinse con margine il proprio girone di Oberliga.
La stagione ripropose altresì, dopo quasi vent'anni, la disputa della storica stracittadina contro la Dynamo Berlino, a sua volta andata in crisi dopo la riunificazione tedesca e sprofondata nelle divisioni inferiori. La gara d'andata, giocata allo Stadion An der Alten Försterei dinnanzi a 14.020 spettatori, vide l'Union imporsi con il punteggio record di 8-0, per la gioia dei tifosi, che considerarono il risultato come una sorta di "vendetta" per gli anni della DDR, in cui la Dynamo era pesantemente favorita in quanto "squadra della Stasi", mentre gli Eisernen (legati ai meno potenti sindacati) erano relegati a posizioni marginali. Da allora, quando non vi si giocano partite, il tabellone segnapunti dello stadio dell'Union viene tenuto fermo su quello storico risultato.
La partita di ritorno, giocata al Friedrich-Ludwig-Jahn-Sportpark, venne sospesa sul risultato di 1-1 e poi assegnata a tavolino all'Union per 2-0 a seguito dell'invasione di campo attuata dai tifosi della Dynamo, che tentarono invano di assaltare il settore ospiti dello stadio.
Nella stagione 2007-2008 la squadra si classificò al quarto posto della Regionalliga Nord, ottenendo un posto nella neocostituita Dritte Bundesliga, la terza divisione. Nel 2008-2009, vincendo il campionato, i berlinesi fecero ritorno in Zweite Bundesliga. Sorse a questo punto il problema dell'inadeguatezza strutturale dello stadio di Köpenick, risolta anche grazie all'intervento dei tifosi, i quali lavorando gratuitamente provvidero a ristrutturare le gradinate dell'impianto, che furono altresì dotate di totale copertura; poco dopo, nel 2013, il club si occupò di ricostruire la tribuna centrale con una struttura più ampia e moderna.
Dopo nove stagioni all'insegna di una costante crescita di risultati, che portarono l'Union sempre più vicina alle posizioni di vertice, nella stagione 2018-2019 il club (guidato dal tecnico svizzero Urs Fischer) concluse il girone di andata da imbattuto, con 7 vittorie e ben 10 pareggi realizzati, confermandosi miglior difesa del torneo; alla prima giornata del girone di ritorno il club subì la prima sconfitta stagionale, perdendo per 3-0 sul campo dell'Erzgebirge Aue. La squadra riuscì comunque a chiudere il campionato in terza posizione, alle spalle del Paderborn per la differenza reti sfavorevole e davanti all'Amburgo, giunto quarto, con la migliore difesa del torneo per via delle sole 31 reti subite. Qualificatasi allo spareggio contro lo Stoccarda, terzultimo in Bundesliga, l'Union riuscì a prevalere nel doppio confronto grazie alla regola dei gol fuori casa (2-2 in trasferta e 0-0 in casa), centrando per la prima volta la promozione nella massima serie.
La prima storica stagione in Bundesliga vede l'Union navigare nella zona medio-bassa della classifica con risultati altalenanti, ma senza mai apparire a rischio retrocessione: la salvezza matematica viene conseguita con due giornate d'anticipo sul termine della stagione regolare, il 16 giugno 2020, grazie alla vittoria interna per 1-0 contro il Paderborn. Il club conclude, quindi, la sua prima esperienza nella massima serie con l'undicesimo posto in classifica, risultato conseguito grazie ai 41 punti ottenuti.
Nella stagione 2020-2021 l'Union disputa un ottimo torneo e ottiene un inaspettato settimo posto, che consente al club di qualificarsi alla nuova UEFA Europa Conference League, grazie alla vittoria per 2-1 contro il RB Lipsia all'ultima giornata (gol firmato in extremis da Max Kruse). In questa competizione l'Union Berlino ottiene la qualificazione alla fase a gironi, dopo aver superato nel play-off con un 4-0 complessivo i finlandesi del KuPS, ma viene eliminata da Feyenoord e Slavia Praga ai gironi. In compenso, in campionato migliora la posizione in classifica: alla fine arriva il quinto posto, a un solo punto dalla zona Champions, con qualificazione alla fase a gironi della UEFA Europa League. Agli inizi della stagione 2022-2023 l'Union Berlin, battendo per 1-0 il Colonia alla sesta giornata, si porta in vetta alla classifica in solitaria, conducendo la capitale tedesca in vetta alla graduatoria della Bundesliga per la prima volta in tredici anni. In Europa League, sorteggiata nel girone con Union Saint-Gilloise, Braga e Malmö FF, la squadra si piazza seconda e supera il turno con 12 punti e segnando solo 4 reti in totale. Superato il turno di play-off contro l'Ajax campione d'Olanda, i berlinesi si fermano agli ottavi contro i belgi dell'Union Saint-Gilloise, vittoriosa con un punteggio aggregato di 6-3. In campionato l'Union Berlino migliora ulteriormente la posizione dell'anno precedente, terminando al quarto posto, a 9 punti dal primo, e qualificandosi per la prima volta alla UEFA Champions League.
Decisamente più negativa l'annata 2023-2024, che dopo un buon inizio vede l'Union Berlino, condizionata dal gravoso impegno europeo, navigare nei bassifondi della classifica, fino addirittura a toccare l'ultima posizione. La squadra, estromessa in malo modo dalla Champions in un difficile girone con Real Madrid, Napoli e Braga (due pareggi e quattro sconfitte in sei gare, ultimo posto), riesce a risalire in graduatoria nel finale di campionato, fino a conseguire la salvezza all'ultima giornata battendo il Friburgo per 2-1 con una rete siglata in zona Cesarini e costringendo così il Bochum a disputare lo spareggio.

## Colori e simboli
Nel 1951 l'allora BSG Motor Oberschöneweide (che nel 1966 sarebbe diventato Union Berlino) adottò per la prima volta i colori sociali bianco e rosso, rompendo con la tradizione dei club antesignani, che avevano invece vestito divise bianco-blu.
Nei decenni successivi le casacche hanno conosciuto varie declinazioni stilistiche, variando da divise palate (vestite, ad esempio, in occasione della vittoria nella Coppa della DDR) a soluzioni monocrome, nelle quali il rosso dominava sul bianco. Non sono tuttavia mancate soluzioni più estrose: nell'ultimo campionato prima della riunificazione tedesca fu utilizzata una maglia bianca con un motivo a strisce rosse di larghezze differenti, simile a un codice a barre, nella parte superiore (questa fu peraltro la prima casacca nella storia del club a recare uno sponsor), mentre l'anno seguente comparve una maglia perlopiù rossa, con il motivo a strisce relegato a petto e spalle. Nel 1995-1996 fu adottata una divisa a fasce orizzontali, mentre nel 1999 fu introdotta una maglia rossa con una singola fascia bianca a metà ventre. Maglie strisciate, fasciate e monocrome si sono quindi alternate ciclicamente fino al 2009, quando venne adottata una casacca bianca solcata frontalmente da pinstripes rosse. La divisa del 2011 si distinse per la presenza, sul fianco, della serigrafia dell'orso (simbolo di Berlino), quindi nel 2012 si tornò alle strisce, in una versione più allargata. Un ulteriore template comparso negli anni 2010 prevede torso rosso e maniche bianche.
Le maglie esterne tipicamente sono di colore bianco, con il rosso relegato ai dettagli. Altri colori che rientrano nel “patrimonio” dell’Union, e che vengono dunque impiegati sulle divise di cortesia, sono il giallo (ricorrente negli schemi sociali) e il verde (in omaggio alla collocazione dello stadio di casa, al limitare di una foresta); anche in questo caso non sono mancate soluzioni peculiari, come la divisa nera rifinita di rosso usata nella stagione 2024-2025, la nero-oro dell’annata precedente e infine quella a fasce nero-blu del 2020-2021.

### Inno
L'inno della squadra è dal 1998 il brano Eisern Union, composto dalla cantante punk Nina Hagen, che oltre ad essere tifosa del club è figlia di esuli della Germania Est.

### Mascotte
La mascotte del club è dal 2000 Ritter Keule, un cavaliere in armatura di ferro vestito con la maglia sociale.

## Strutture

### Stadio

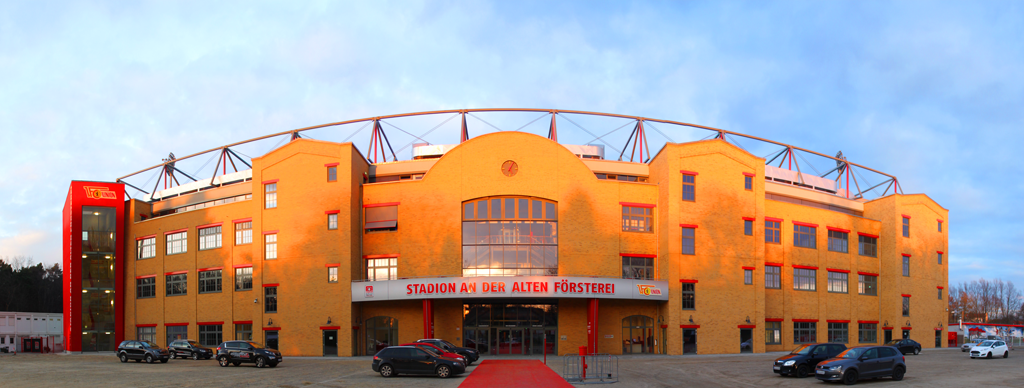
Facciata esterna della tribuna dello Stadion An der Alten Försterei dopo i lavori di ricostruzione.

L'Union Berlino disputa le partite interne allo Stadion An der Alten Försterei, brevemente Alte Försterei (traducibile con "stadio vicino alla vecchia casa del guardaboschi"), sito nel quartiere di Köpenick della capitale tedesca.
Costruito nel 1920 nei pressi della foresta allora nota come Sadowa (poi Wuhlheide), nell'allora comune autonomo di Oberschöneweide (accorpato di lì a poco in Berlino) per ospitare il "club antenato" Union Oberschöneweide, è stato più volte ristrutturato e ampliato, da ultimo tra il 2008 e il 2013: in questa circostanza più di duemila tifosi Eisernen lavorarono gratuitamente per rimodernare le gradinate, mentre la società si fece carico di installare la copertura e ricostruire la tribuna centrale. Un monumento posto vicino all'ingresso dello stadio commemora il loro sforzo.
Nel 2009 la società Stadionbetriebs AG, proprietaria dello stadio per conto dell'Union Berlino, vendette azioni sulla struttura a 4 141 tra soci e sponsor del club, per un valore complessivo di 2,73 milioni di euro. L'Alte Försterei è così diventato il primo stadio del calcio professionistico tedesco la cui proprietà è parzialmente soggetta ad azionariato popolare.
La capienza è fissata a 22 012 posti, dei quali solo 3 167 a sedere: di fatto oltre tre quarti dei posti sono in piedi, su nude gradinate in cemento.
Nelle pertinenze sorge altresì la "vecchia foresteria", ove ha sede il direttivo dell'Union Berlino.
Laddove impossibilitata ad usufruire dell'Alte Försterei (ad esempio per le coppe europee, i cui criteri infrastrutturali prescrivono soli posti a sedere o safe standing), l'Union Berlino usufruisce del più capiente Olympiastadion, nella parte occidentale della città, che ospita normalmente le partite dell'Hertha.

### Centro di allenamento
Le selezioni societarie dell'Union Berlino svolgono la loro preparazione in tre centri sportivi della capitale tedesca:
- Hämmerlingstraße: sorge nelle pertinenze dello stadio casalingo e dispone di quattro terreni regolamentari, dei quali due in erba sintetica, e di una palestra.
- Bruno-Bürgel-Weg: poco a est dello stadio, sulla riva opposta della Sprea, dispone di tre campi, di cui uno in erba sintetica.
- Fez: all'estremità sud-occidentale del bosco di Wuhlheide, consiste in un singolo campo da gioco in erba naturale, due campetti di dimensioni ridotte e una piscina coperta.

## Società

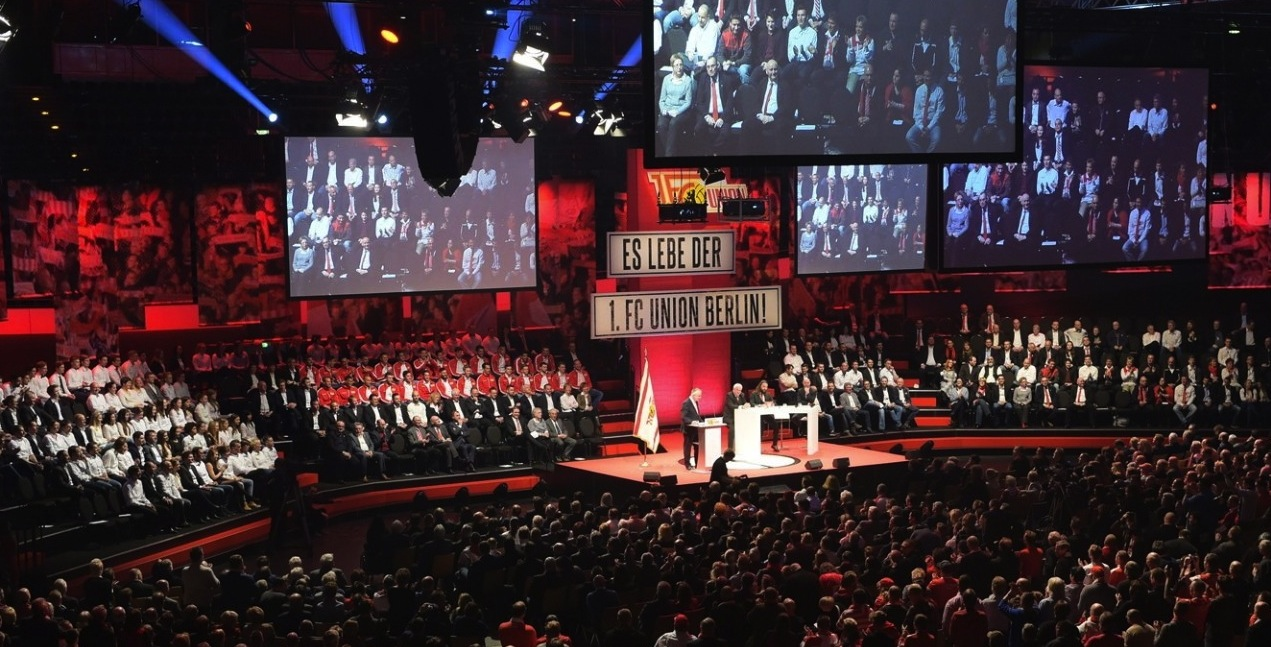
Festa del cinquantennale (2016)

Dal punto di vista giuridico, l'Erster Fußballclub Union Berlin è un'associazione registrata (Eingetragener Verein, e.V.) che, come da prassi nel calcio tedesco, è aperta alle affiliazioni di comuni cittadini.
Il club storicamente insiste molto sul legame con la propria tifoseria e in particolare all'avvento del terzo millennio ha lavorato per ampliare la base di associati con diritto di voto in assemblea, che sono passati dai 4.209 del 2006 ai 40.725 di fine 2021.
L'Union Berlin è pertanto il club calcistico con più affiliati della città di Berlino ed è, sempre in tali termini, nella "top-20" dei club tedeschi. Nella gestione societaria viene inoltre applicato alla lettera il principio "una testa = un voto": ciascun socio ha uguale peso in sede di delibera o votazione, ivi compresi il presidente e tutti i membri del direttivo.
Nella stagione 2015-2016 l'Union Berlin ha messo a bilancio ricavi per 31,237 milioni di euro e 30,846 milioni in spese, con un utile netto di circa 390.000 euro.

### Organigramma societario
In carica al 14 gennaio 2020:
- Dirk Zingler - presidente
- Jörg Hinze - membro direttivo
- Oskar Kosche - membro direttivo
- Lutz Munack - membro direttivo
- Dirk Thieme - membro direttivo
- Nadine Schulz - assistente al direttivo

### Sponsor

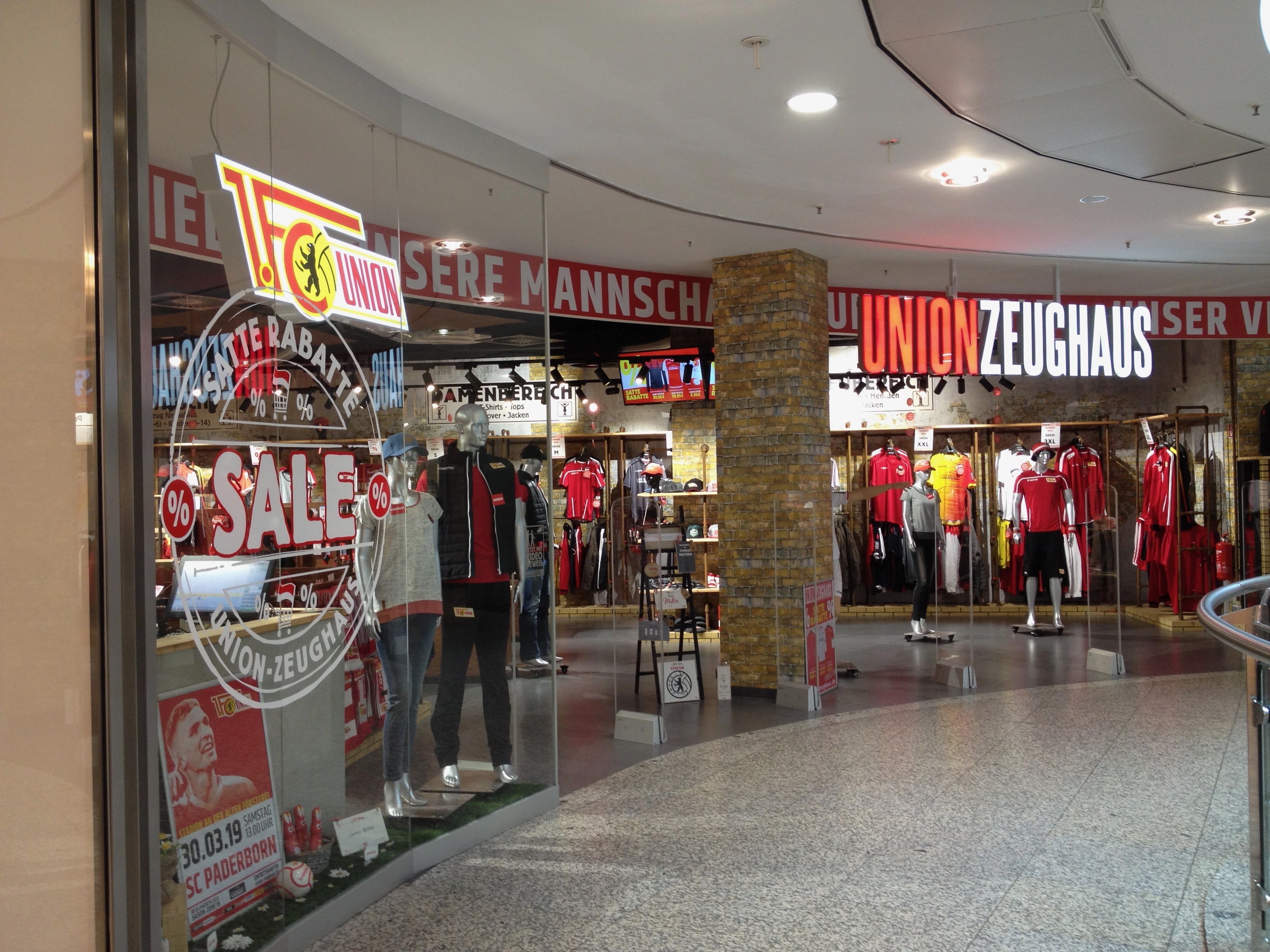
Uno dei negozi ufficiali dell'Union nella città di Berlino

Cronologia di sponsor di maglia e fornitori tecnici dell'Union Berlin dal 1989:
| Cronologia degli sponsor tecnici - 1989-1990: Puma - 1990-1991: Adidas - 1991-1992: Adidas, poi Erima - 1992-1993: Erima - 1993-1994: Patrick - 1994-1995: Van Hemert - 1995-1997: Diadora - 1997-2002: Nike - 2002-2005: Sport-Saller - 2005-2008: Nike - 2008-2011: Do you football - 2011-2015: Uhlsport - 2015-2020: Macron - 2020-: Adidas | Cronologia degli sponsor ufficiali - 1989-1990: Brauer Rohr-Frei - 1990-1991: KWO - 1991-1992: KWO / Benoba - 1992-1994: GHUT - 1995-1995: Fehrmann - 1995-1996: Leer - 1996-1997: Nova Hotel - 1997-1998: Karstadt Sport - 1998-1999: Skandia - 1999-2005: BSR - 2005-2007: EastWest - 2007-2008: Silicon Sensor - 2008-2009: Silicon Sensor - 2009-2010: I.S.P. / Kfzteile24 - 2010-2012: Kfzteile24 - 2012-2014: F.becker - 2014-2016: Kfzteile24 - 2016-2019: Layenberger - 2019-2022: Aroundtown - 2022-2023: Wefox - 2023-2024: Paramount+ - 2025: HomeToGo - 2025-: Raisin |

## Allenatori e presidenti
Di seguito l'elenco degli allenatori e dei presidenti dell'Union Berlino.
- 1950  Herbert Raddatz
- (1951-1952)  Kurt Hallex
- (1953-1955)  Willi Oelgardt
- (1957-1958)  Erich Bolz
- (1966)  Werner Schwenzfeier
- (1969-1970)  Fritz Gödicke
- (1970-1972)  Harald Seeger
- (1972-1974)  Ulrich Prüfke
- (1974-1975)  Dieter Fietz
- (1976-1982)  Heinz Werner
- (1978)  Detlef Schwarz
- (1982-1983)  Harry Nippert
- (1983-1984)  Karl-Heinz Burwieck
- (1984-1987)  Karl Schäffner
- (1988-1990)  Karsten Heine
- (1990)  Gerd Struppert
- (1990-1992)  Werner Voigt
- (1992)  Gerhard Körner
- (1992-1994)  Frank Pagelsdorf
- (1994-1995)  Frank Engel
- (1995)  Hans Meyer
- (1995-1996)  Eckhard Krautzun
- (1996)  Frank Vogel
- (1996-1997)  Karsten Heine
- (1997)  Frank Vogel
- (1998)  Ingo Weniger
- (1998-1999)  Fritz Fuchs
- (1999-2002)  Georgi Vasilev
- (2002)  Ivan Tishanski
- (2002-2004)  Miroslav Votava
- (2004)  Aleksandar Ristić
- (2004)  Frank Wormuth
- (2004)  Werner Voigt
- (2004)  Lothar Hamann -  Holger Wortmann
- (2004-2005)  Frank Lieberam
- (2005-2006)  Georgi Vasilev
- (2006-2007)  Christian Schreier
- (2007-2014)  Uwe Neuhaus
- (2014-2015)  Norbert Düwel
- (2015-2016)  Sascha Lewandowski
- (2016)  André Hofschneider
- (2016-2018)  Jens Keller
- (2018-2023)  Urs Fischer
- (2023)  Marco Grote
- (2023-2024)  Nenad Bjelica
- (2024)  Marco Grote
- (2024)  Bo Svensson
- (2025-)  Steffen Baumgart

Clubvorsitzende
- Werner Otto (1966-1967)
- Heinz Müller (1967-1970)
- Paul Fettback (1970-1974)
- Heinz Hillert (1974-1975)
- Günter Mielis (1975-1982)
- Norbert Woick (1982-1983)
- Klaus Brumm (1983-1984)
- Uwe Piontek (1984-1987)
- Hans-Günter Hänsel (1987-1990)

Präsidenten
- Gerhard Kalweit (1990-1993)
- Detlef Bracht (1993-1994)
- Horst Kahstein (1994-1997)
- Heiner Bertram (1997-2003)
- Jürgen Schlebrowski (2003-2004)
- Dirk Zingler (2004-)

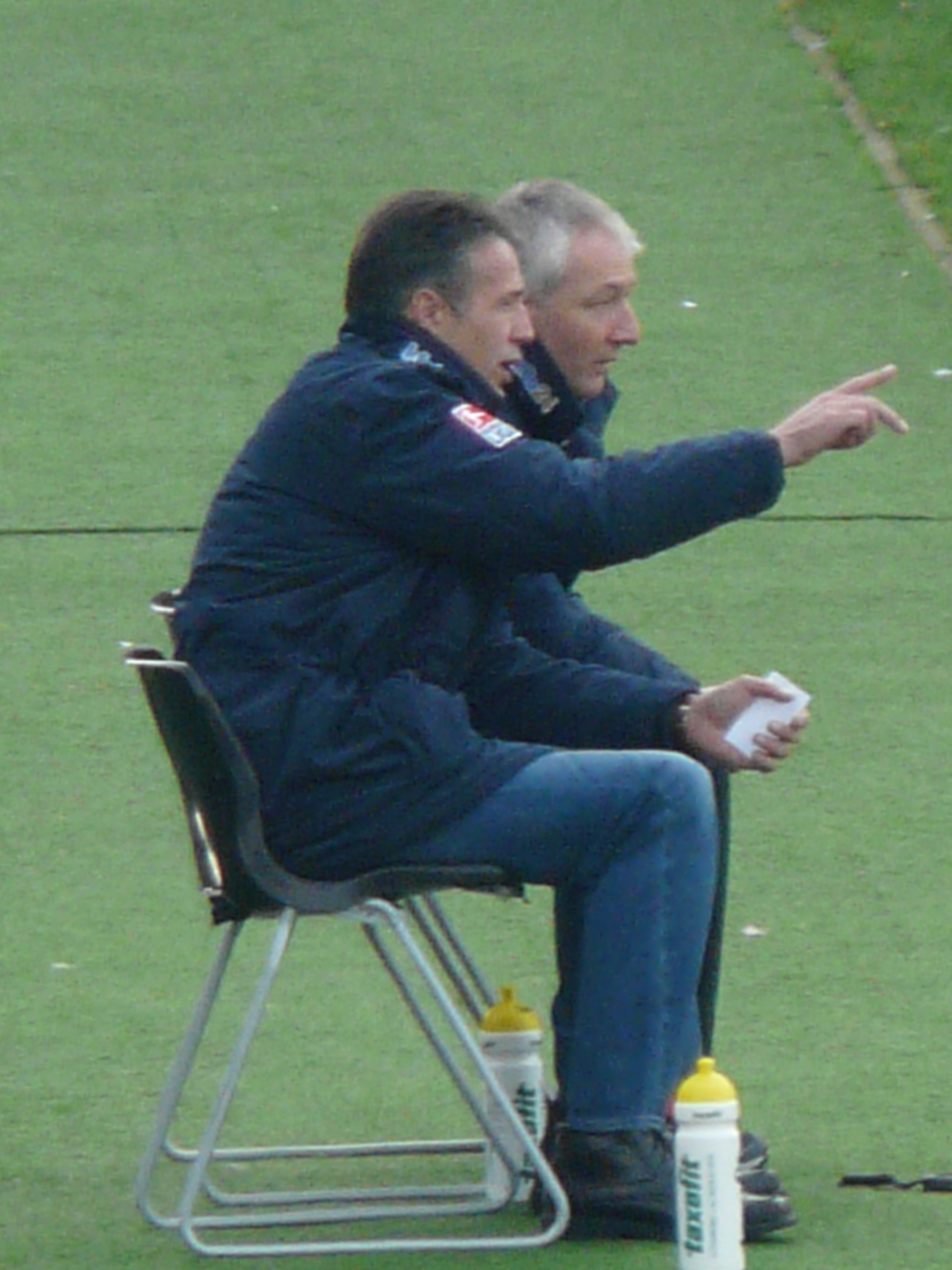
Uwe Neuhaus, tecnico dell'Union dal 2007 al 2014
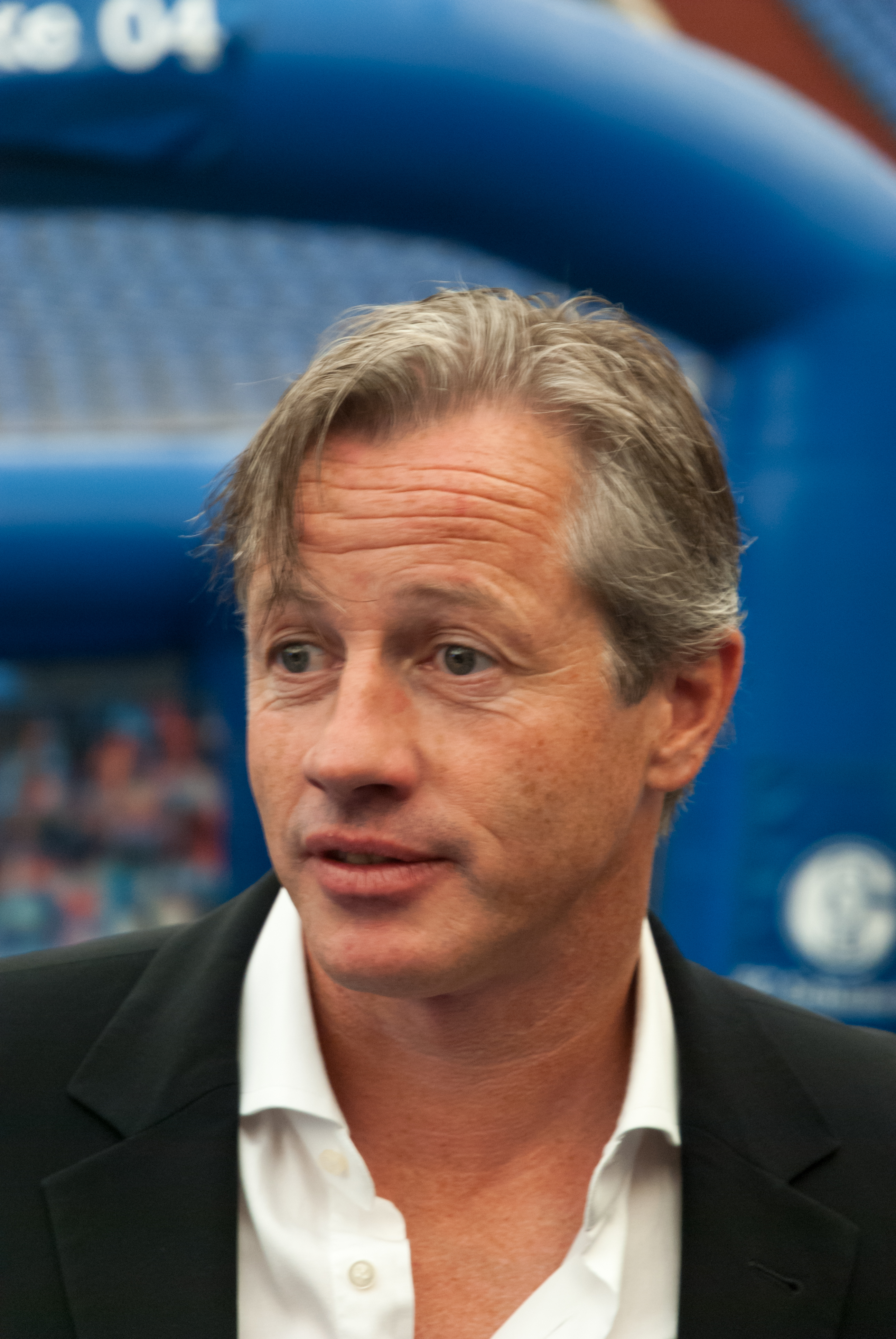
Jens Keller ha guidato gli Eisernen dal 2016 al 2018
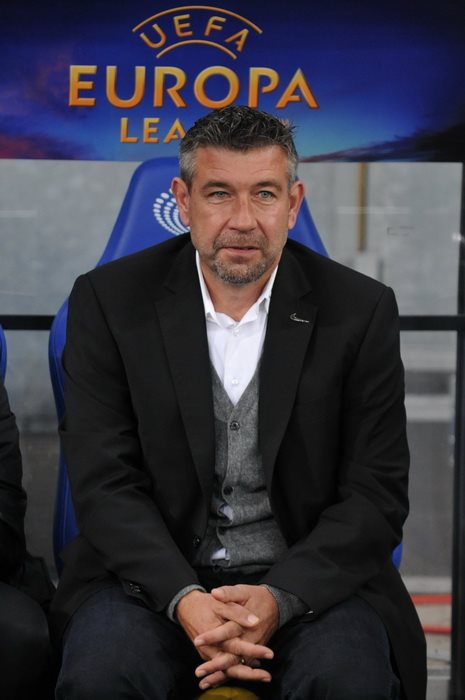
Urs Fischer, artefice della prima promozione in Bundesliga e del ritorno nelle coppe europee

## Palmarès

### Competizioni nazionali
- Coppa della Germania Est: 1

1968
- 3. Liga: 1

2008-2009
- Fußball-Regionalliga: 2

1999-2000 (Regionalliga Nord-Est), 2000-2001 (Regionalliga Nord)

### Competizioni regionali
- Oberliga Berlin: 1

1952-1953
- Gauliga Berlin-Brandenburg: 1

1939-1940
- NOFV-Oberliga: 2

1991-1992, 2005-2006
- Coppa dello stato federale di Berlino: 5

1947, 1948, 1994, 2007, 2009

### Competizioni internazionali
- Coppa Piano Karl Rappan: 1

1986

### Altri piazzamenti
- Coppa della Germania Est:

Finalista: 1985-1986
Semifinalista: 1990-1991
- Campionato tedesco:

Secondo posto: 1922-1923
- Coppa di Germania:

Finalista: 2000-2001
Semifinalista: 2021-2022
- 2. Fußball-Bundesliga:

Terzo posto: 2018-2019
- Oberliga Berlin:

Secondo posto: 1950-1951, 1951-1952

## Statistiche e record

### Statistiche nelle competizioni UEFA
Tabella aggiornata al 12 dicembre 2023.
| Competizione                  | Partecipazioni | G  | V | N | P | RF | RS |
| ----------------------------- | -------------- | -- | - | - | - | -- | -- |
| UEFA Champions League         | 1              | 6  | 0 | 2 | 4 | 6  | 10 |
| Coppa UEFA/UEFA Europa League | 2              | 16 | 7 | 5 | 4 | 18 | 12 |
| UEFA Europa Conference League | 1              | 8  | 3 | 2 | 3 | 12 | 9  |

## Tifoseria

### Caratteristiche
L'Union Berlino è storicamente legata in modo forte alla propria tifoseria, nota a livello internazionale per la passione e il calore con i quali segue le vicissitudini del club, non di rado intervenendovi di persona. I tifosi unioner sono dichiaratamente apartitici (per quanto riconducibili a posizioni di sinistra non estrema) e tendono a rifiutare la suddivisione in gruppi e club, preferendo proporsi in un "fronte unico" a beneficio della squadra.
Dagli anni 1990 ai primi del terzo millennio il club ha più volte dovuto la propria salvezza a vari interventi e azioni spontanee della tifoseria, che l'hanno risollevato da gravi difficoltà economiche e amministrative; sempre grazie ai supporter è stato possibile ristrutturare lo stadio casalingo e renderlo conforme ai più moderni standard di comfort e sicurezza.
In occasione delle partite interne, i gruppi più "caldi" della tifoseria biancorossa prendono posto nella Waldseite ("curva del bosco", sul lato nord dello stadio) e nella Gegengerade ("gradinata opposta", di fronte alla tribuna centrale). La presenza di pubblico a Köpenick, aiutata dalla conformazione dello stadio (con gran parte dei posti in piedi, così da massimizzare la capienza nel minimo spazio), è sempre massiccia e caratterizzata dalla realizzazione di originali coreografie e dalla costanza del tifo vocale.
In aggiunta, i tifosi unioner organizzano anche eventi non legati all'ambito calcistico, come il Weihnachtssingen (la "serata dei canti natalizi") all'antivigilia di Natale, che ebbe origine nel 2003 allorché un gruppetto di tifosi penetrò clandestinamente nello stadio nottetempo per cantare melodie festose, bere vin brulé e mangiare dolciumi; la pratica è stata poi reiterata fino ad essere "adottata" dalla società, che l'ha trasformata in un momento di festa collettivo capace di attirare oltre 20.000 persone per volta.
Particolare eco ebbe anche l'iniziativa organizzata in occasione del campionato mondiale di calcio 2014, allorché allo stadio venne allestito un maxischermo e sul terreno di gioco vennero collocati centinaia di divani, comodini e lampade da tavolo, per permettere al pubblico di seguire le partite "come nel salotto di casa".
Quanto sopra ha, in ultima analisi, cooperato a trasformare l'Union in una "società di culto", godente di vasta popolarità anche al di fuori della Germania.

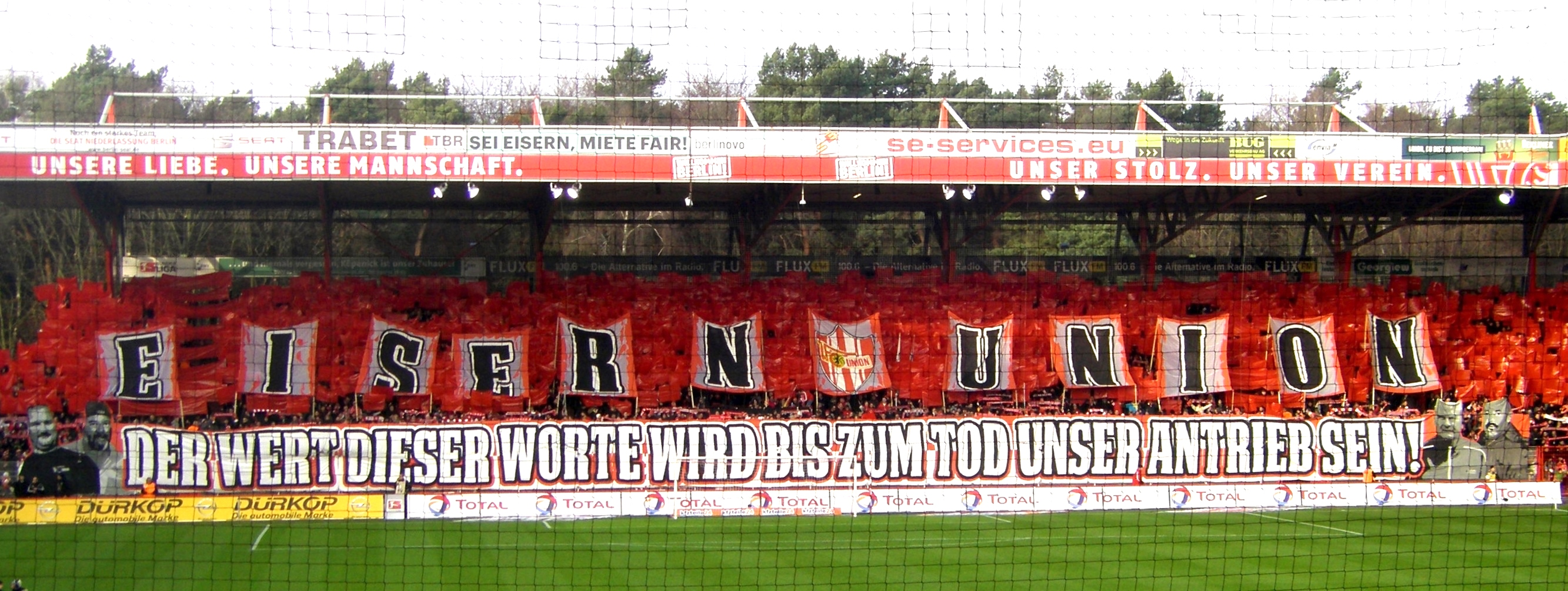
Coreografia della Waldseite in occasione di una partita interna dell'Union
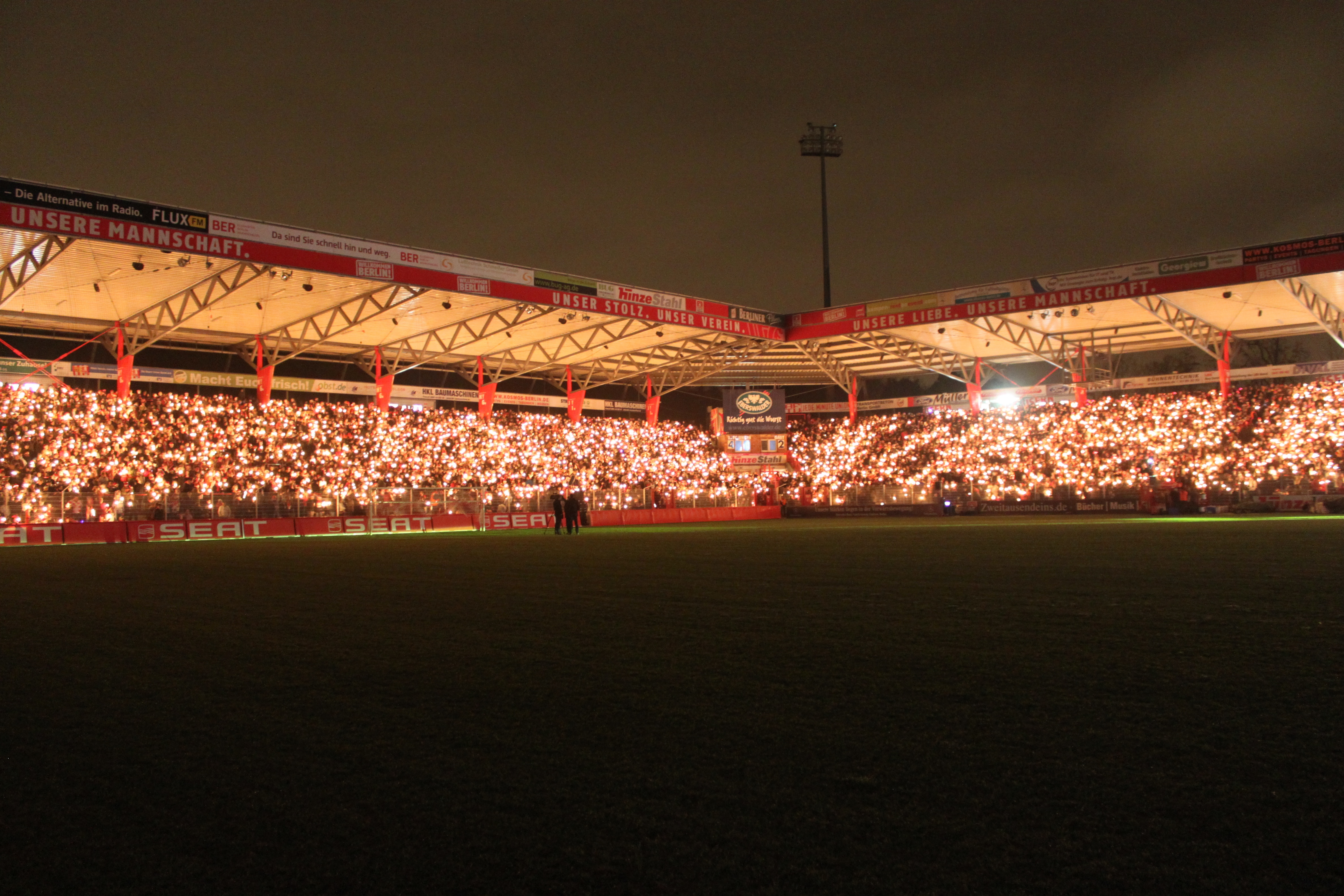
Un'immagine del Weihnachtssingen 2011

### Rapporto con altre tifoserie
Ai tempi della Germania Est l'Union coltivò una feroce rivalità nei confronti della Dynamo Berlino, di gran lunga la squadra più ricca e competitiva del paese in virtù del rapporto di patronato con la Stasi. Non di rado, in occasione delle partite, le rispettive tifoserie vennero allo scontro fisico.
In ragione di quanto sopra, tifare o giocare per l'Union (che dal 1966 era patrocinata dalla molto meno potente federazione sindacale) divenne alla stregua di un atto di contestazione al governo.
Con la caduta del muro di Berlino gli scontri con la Dynamo (entrata in grave crisi e sprofondata nelle divisioni minori del calcio tedesco) si fecero più rari e la rivalità si "raffreddò". Le subentrò quella nei confronti dell'Hertha Berlino, storicamente la maggior squadra della zona occidentale della capitale tedesca: il 27 gennaio 1990, 79 giorni dopo l'apertura delle frontiere, all'Olympiastadion (gremito da 52.000 spettatori) si giocò un'amichevole tra le due formazioni, vinta dall'Hertha per 2-1. Per avere un secondo scontro (stavolta in un contesto ufficiale) si dovette attendere il 17 settembre 2010, quando il "derby" si giocò allo Stadion An der Alten Försterei nel quadro della 2. Bundesliga, risolvendosi sull'1-1. Si può affermare che questa nuova rivalità stracittadina "decollò" il 2 novembre 2019, quando Union ed Hertha si affrontarono per la prima volta in Bundesliga: la partita (risolta in favore degli Eisernen all'87°, grazie a un rigore trasformato da Sebastian Polter), dovette essere sospesa per qualche minuto a seguito del lancio in campo di materiale pirotecnico da parte dei tifosi dell'Hertha, che si misero altresì a bruciare magliette e bandiere dell'Union. Alcuni tifosi biancorossi tentarono di reagire invadendo il terreno di gioco per assaltare la curva dei rivali, venendo però fermati dal portiere Rafał Gikiewicz, che li convinse a non cedere alla violenza.
Al di fuori di Berlino, i tifosi dell'Union considerano rivali Hansa Rostock, Dynamo Dresda, e Magdeburgo.

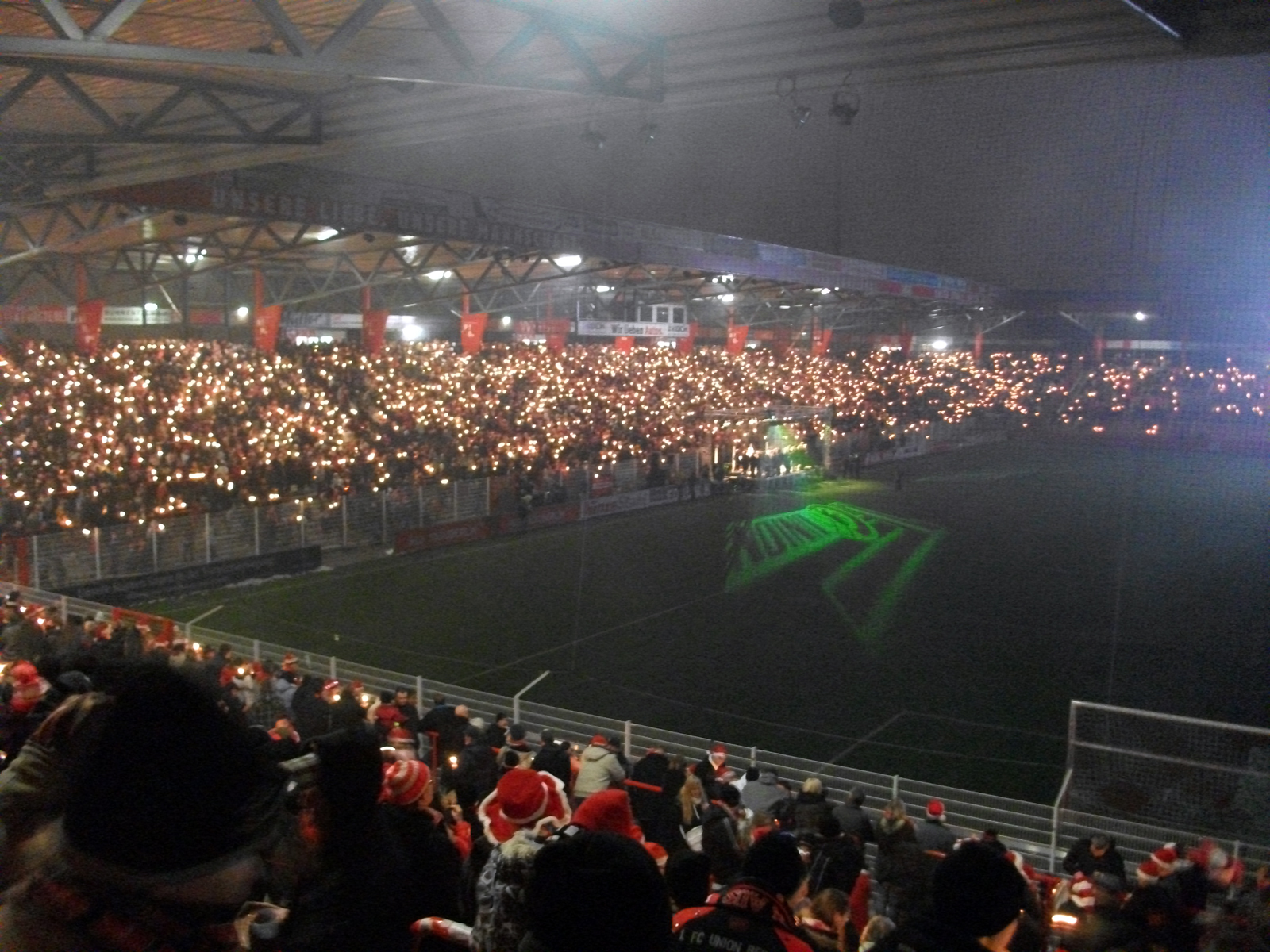
Un istante del Weihnachtssingen del 2010
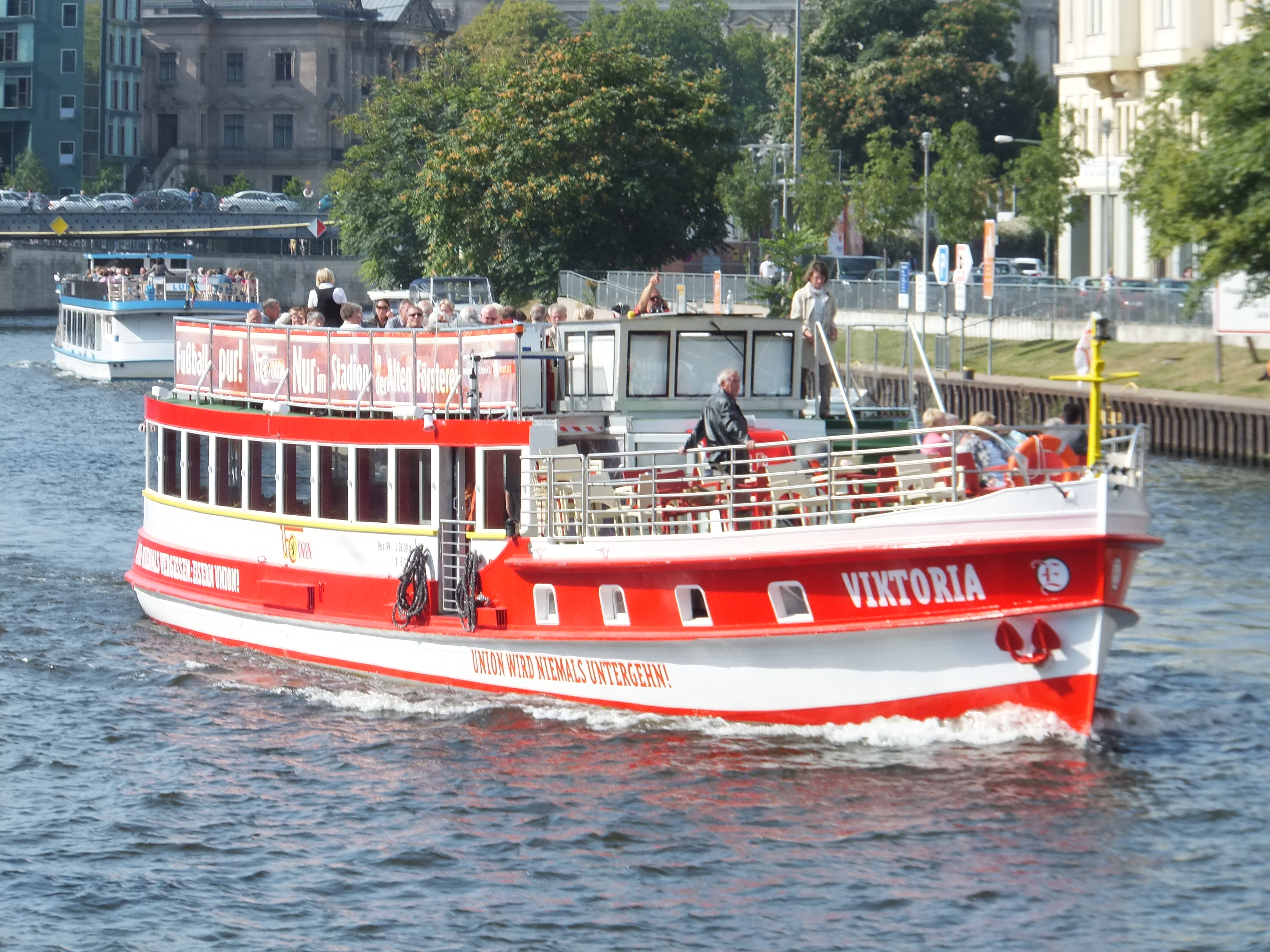
Una barca coi colori dell'Union Berlino in navigazione sulla Sprea
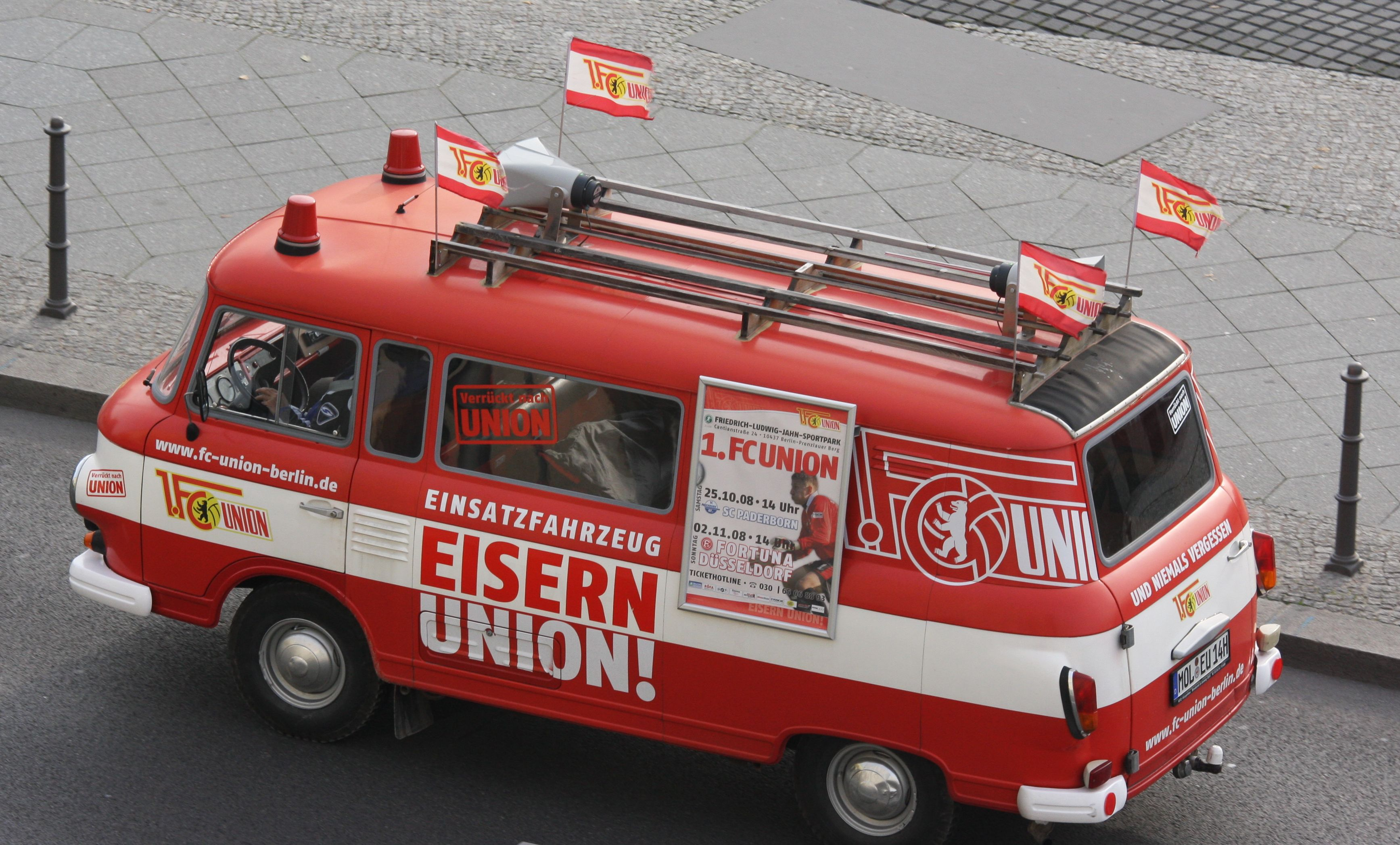
Autobus addobbato con colori e simboli dell'Union Berlino

## Organico

### Rosa 2024-2025
| N. |                          | Ruolo | Calciatore          |
| -- | ------------------------ | ----- | ------------------- |
| 1  | Danimarca (bandiera)     | P     | Frederik Rønnow     |
| 2  | Germania (bandiera)      | D     | Kevin Vogt          |
| 4  | Portogallo (bandiera)    | D     | Diogo Leite         |
| 5  | Paesi Bassi (bandiera)   | D     | Danilho Doekhi      |
| 8  | Germania (bandiera)      | C     | Rani Khedira        |
| 9  | Croazia (bandiera)       | A     | Ivan Prtajin        |
| 10 | Germania (bandiera)      | A     | Kevin Volland       |
| 11 | Corea del Sud (bandiera) | A     | Jeong Woo-yeong     |
| 13 | Ungheria (bandiera)      | C     | András Schäfer      |
| 14 | Austria (bandiera)       | D     | Leopold Querfeld    |
| 15 | Germania (bandiera)      | D     | Tom Rothe           |
| 16 | Germania (bandiera)      | A     | Benedict Hollerbach |
| 18 | Croazia (bandiera)       | D     | Josip Juranović     |
| 19 | Germania (bandiera)      | C     | Janik Haberer       |

| N. |                       | Ruolo | Calciatore          |
| -- | --------------------- | ----- | ------------------- |
| 20 | Slovacchia (bandiera) | C     | László Bénes        |
| 21 | Germania (bandiera)   | A     | Tim Skarke          |
| 23 | Serbia (bandiera)     | A     | Andrej Ilić         |
| 24 | Danimarca (bandiera)  | C     | Robert Skov         |
| 25 | Germania (bandiera)   | P     | Carl Klaus          |
| 26 | Francia (bandiera)    | C     | Jérôme Roussillon   |
| 27 | Croazia (bandiera)    | A     | Marin Ljubičić      |
| 28 | Austria (bandiera)    | A     | Christopher Trimmel |
| 29 | Francia (bandiera)    | C     | Lucas Tousart       |
| 36 | Germania (bandiera)   | C     | Aljoscha Kemlein    |
| 37 | Germania (bandiera)   | P     | Alexander Schwolow  |
| 39 | Germania (bandiera)   | P     | Yannic Stein        |
| 41 | Germania (bandiera)   | D     | Oluwaseun Ogbemudia |
| 45 | Germania (bandiera)   | A     | David Preu          |

### Staff tecnico
| Allenatore:              | Steffen Baumgart  |
| Vice allenatore:         | Sebastian Bönig   |
| Collaboratrice tecnica:  | Marie-Louise Eta  |
| Allenatore dei portieri: | Michael Gspurning |
| Preparatore atletico:    | Martin Krüger     |